# Guillem I de Borgonya
Guillem I de Borgonya dit Guillem el Gran o Cap Intrèpid (1020- 1087) de la dinastia dels Unròquides fou comte palatí de Borgonya, comte de Mâcon i pare del papa Calixt II.

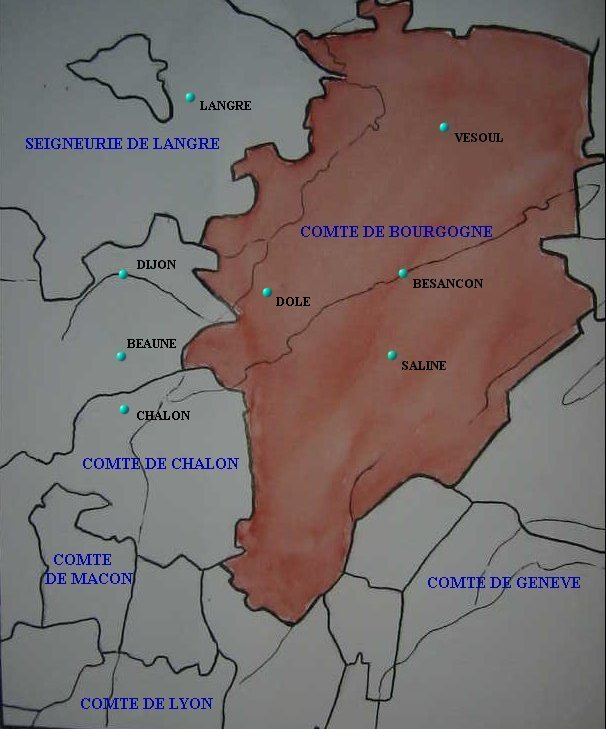
Comtat de Borgonya

## Biografia
Nascut el 1020, era fill del comte Renald I de Borgonya i d'Adelaida de Normandia (filla de Ricard II).
Va succeir el 3 de setembre de 1057 al seu pare que havia mort. Guillem I de Borgonya i els seus fills grans Renald II de Borgonya després Esteve I de Borgonya, foren comtes palatins de Borgonya, molt poderosos, regnant sobre terres que sobrepassaven àmpliament els límits estrictes del poderós i vast comtat de Borgonya. Foren vassalls contra el seu grat del Sacre Imperi Romanogermànic a causa del testament del rei Rodolf III de Borgonya mort el 1032 i a la guerra de successió de Borgonya (1032-1034).
El 1039 l'arquebisbe de Besançon, Hug I de Salins, va esdevenir l'home de confiança favorit del nou emperador germànic, Enric III (nebot del precedent). L'emperador va concedir llavors una certa autonomia franca i el dret de ser autoadministrat pel seu propi govern al comtat de Borgonya del qual fou designat canceller i fou recompensat molt àmpliament per la seva total i absoluta col·laboració i per als seus serveis de vassall al seu senyor feudal.
El 1043 l'emperador germànic Enric III va anar a Besançon, per prometre's amb Agnès d'Aquitània, neboda del comte Renald I de Borgonya, i filla del duc Guillem V d'Aquitània. Per a aquesta ocasió, l'arquebisbe de Besançon, Hug I de Salins, va obtenir regalies sobre la ciutat de Besançon (drets jurídics, polítics, fiscals i econòmics...) sent nomenat príncep de l'imperi germànic (rang màxim abans d'emperador) i regnat en sobirà sobre la ciutat igual que els seus futurs successors, amb l'emperador i el papa Gregori VII per a únics superiors. Així Besançon va escapar al poder dels comtes de Borgonya
El 1076 l'emperador germànic Enric IV es va oposar als poders absoluts del papa Gregori VII i fou excomunicat per la Santa Seu la qual cosa el va desacreditar profundament a l'Europa cristiana on el papa tenia un gran poder sobre els caps coronats de llavors. Fou el començament de la lluita de poder entre l'emperador germànic i el papa coneguda com a lluita de les Investidures.
El 1078 el comte Guiu II de Mâcon es va fer monjo a l'Abadia de Cluny i va cedir el seu títol i les seves terres al seu cosí Guillem I de Borgonya.
El 1085 Guillem I de Borgonya s'havia afirmat com el personatge més important del comtat de Borgonya i va posar la mà sobre el poder eclesiàstic després de la defunció dels poderosos arquebisbes de Besançon, Hug I de Salins i Hug II, fent ordenar als seus fills Hug III de Borgonya com a arquebisbe de Besançon i Guiu de Borgonya (futur Papa sota el nom de Calixt II) com a administrador de la diòcesi del seu germà.
Va morir el 1087 a Besançon a l'edat de 67 anys i fou inhumat a la catedral de Saint-Étienne, reemplaçada al segle xviii per la catedral de Saint-Jean, on van ser transferides les sepultures dels comtes de Borgonya.
Els seus fills Renald II de Borgonya i Esteve I de Borgonya el van succeir i van morir en croada a Terra Santa, seguits en això pel seu germà Ramon de Borgonya, rei de Lleó i de Galícia, el que debilitarà altament el poder de la seva família.

## Matrimonis i fills
Es va casar amb Estefania de Borgonya.
Va tenir els següents fills:
- Octavià († 1128), monjo a Pavia, a Lombardia i bisne de Savona, que fou sant declarat per l'Església catòlica.

- Eudes, del qual se sap que el seu pare Guillem va fer una donació a la catedral de Besançon el 1087 per al descans de la seva anima.

- Renald II († 1097 a la croada), comte palatí de Borgonya.

- Guillem.[2]

- Ermentruda, casada el 1065 amb Thierry I, comte de Montbéliard, d'Altkirch i de Ferrette.

- Guiu o Guy, administrador de l'arquebisbat de Besançon després escollit papa el 1119 sota el nom de Calixt II.

- Esteve I (†1102 a Ascaló) comte palatí de Borgonya.

- Sibil·la (també dita Mahaut o Mafalda), casada el 1080 amb Eudes I, duc de Borgonya

- Ramon († 1107 a la península Ibèrica, casat el 1090 amb Urraca I, Reina de Castelle i de Lleó.

- Hug († 1103).

- Gisela, casada el 1090 amb Humbert II, comte de Savoia, i després, vers 1105, amb Reiner I de Montferrat.

- Clemència (°1078 - †1129), casada el 1092 amb Robert II, comte de Flandes, i després, vers 1125, amb Godofreu I, duc de Brabant

- Estefania, casada amb Lambert François, de Valença, senyor de Royans.

- (possible) Berta († 1097), esposa el 1093 d'Alfos VI (°1040 - †1109), rei de Castella i de Lleó.